# مارتا سانچز
مارتا سانچز لوپز (اسپانیایی: Marta Sánchez López‎؛ زادهٔ ۸ مهٔ ۱۹۶۶) خواننده و گیتارنواز اسپانیایی است. او فعالیت حرفه‌ای خود را در سال ۱۹۸۵ آغاز کرده است و تاکنون بیش از ده میلیون آلبوم فروخته است.